# Adolph von Danckelmann (Minister)
Adolph Albrecht Heinrich Leopold Graf von Danckelmann (* 26. September 1736; † 23. Juni 1807) war preußischer Staats- und Justizminister.

## Leben
Adolph von Danckelmann stammte aus der in den Freiherrenstand erhobenen Adelsfamilie von Danckelmann. Sein Vater war der preußische Staatsminister Carl Ludolph Freiherr von Danckelmann, seine Mutter Lucia Sophia, geborene von Freyberg (1704–1764).
Von 1753 an studierte er Jura an der Universität Halle und trat danach dank der Vermittlung seines Vaters in den preußischen Staatsdienst ein, zunächst beim Berliner Kammergericht, dann von 1758 bis 1763 als Regierungsrat in Magdeburg. 1763 wurde er zum Regierungspräsidenten im brandenburgisch-preußischen Herzogtum Kleve-Mark ernannt. Von 1780 bis 1795 wirkte er in Breslau als Geheimer Staats- und Justizminister im preußischen Schlesien, Chefpräsident der drei schlesischen Oberamtsregierungen und königlicher Kommissar bei der Schlesischen Landschaft. Zugunsten seiner politischen Ämter verzichtete er auf eine von langer Hand vorbereitete juristische Karriere als preußischer Vertreter beim Reichskammergericht in Wetzlar. 1795 erhielt er seinen gewünschten Abschied und lebte seitdem auf seinem schlesischen Gut Groß Peterwitz, wo er auch starb.
Sein Vater hatte drei Rittergüter in Lodersleben und ein Gut in Obhausen hinterlassen. Adolph verkaufte seinen Anteil daran 1769 an seinen Bruder Ludwig Philipp Gottlob Freiherr von Danckelmann.
Für seine Verdienste um die Entwicklung Preußens wurde Adolph Albrecht Heinrich Leopold Freiherr von Danckelmann nebst seinen Nachkommen am 6. Juli 1798 von König Friedrich Wilhelm III. in Berlin in den preußischen Grafenstand erhoben.

## Familie
Adolph von Danckelmann heiratete 1763 Dorothee Friederike Louise von Bredow (1733–1798), Tochter von Caspar Friedrich von Bredow auf Senzke. Mit ihr hatte er mehrere Kinder, darunter Adolph Alexander (1765–1824), Carl Ludolf Friedrich (1766–1819), Heinrich Wilhelm August Alexander (1768–1830) und Eberhardt Adolph Alexander (1776–1829).